# 朗伯德 (伊利諾伊州)
朗伯德（英語：Lombard）是位於美國伊利諾伊州杜佩奇縣的一個村落。

## 地理
朗伯德的座標為41°52′34″N 88°00′54″W / 41.87611°N 88.01500°W，而該地最高點為海拔高度206米（即676英尺）。

## 人口
根據2010年美國人口普查的數據，朗伯德的面積為27.00平方千米，當中陸地面積為26.49平方千米，而水域面積為0.51平方千米。當地共有人口43395人，而人口密度為每平方千米1,607人。